# 都賀かつ
都賀 かつ（つが かつ、生没年不詳）は、日本の結髪係（映画スタッフ）である。

## 人物・来歴
生年・生地は伝えられていないが、舞台俳優であった都賀清司（1885年 - 1946年、本名・須永淸三郎）とある時点で結婚し、1912年（明治45年）5月18日には、東京府東京市本郷区駒込坂下町（現在の東京都文京区千駄木2丁目あるいは3丁目）で、清司との間の長女・都賀静子（1912年 - 没年不詳、本名・須永靜子）が誕生し、その後、時期は不明であるが、長男・都賀一司が誕生している。1923年（大正12年）9月1日に起きた関東大震災のため、一家で関西に移住した。
1925年（大正14年）6月、牧野省三が再度独立、御室撮影所を開いてマキノ・プロダクションを設立、夫の清司は長女・静子とともに、東亜キネマからマキノへ移籍したが、このとき、幼い長男・一司も子役として入社、かつ自身も結髪係として入社している。1929年（昭和4年）7月25日、牧野省三が亡くなり、同年9月にマキノ正博を核とした新体制が発表になると、夫の清司・長男の一司は、嵐冠三郎、荒木忍、南光明、根岸東一郎、谷崎十郎、阪東三右衛門らとともに「俳優部男優」に、長女の静子は「俳優部女優」にそれぞれ名を連ねた。かつは、翌1930年（昭和5年）7月6日に公開された、長男・一司が子役出演する『少年戦線』（監督三上良二）の結髪係として、クレジットされた記録が残っている。その後、新体制下のマキノ・プロダクションは財政が悪化し、1931年（昭和6年）6月、同社解散により退社した。1932年（昭和7年）、高村正次らが同所に設立した宝塚キネマ興行に都賀親子3人で移籍したが、かつが結髪係として入社したかどうかは不明である。同社は、給料遅配が4か月続き、1934年（昭和9年）2月には解散に追い込まれている。
その後の経緯は不明であるが、1937年（昭和12年）には、かつはゼーオー・スタヂオで結髪係を務めており、同年5月1日に公開された『故郷』（監督伊丹万作）、ひきつづき同社は合併により東宝映画京都撮影所となるが、継続的に在籍し、1938年（昭和13年）6月15日に公開された『花ちりぬ』（監督石田民三）にクレジットされた記録が残っている。
以降の消息は伝えられていない。没年不詳。
夫の清司は、第二次世界大戦後の1946年（昭和21年）に満61歳で死去した。長女の静子は、東映京都撮影所を中心に、映画界に復帰、1968年（昭和43年）まで出演記録がみられる。

## おもなフィルモグラフィ
クレジットはすべて「結髪」である。公開日の右側には東京国立近代美術館フィルムセンター（NFC）、マツダ映画社所蔵等の上映用プリントの現存状況についてを記す。同センター等に所蔵されていないものは、とくに1940年代以前の作品についてはほぼ現存しないフィルムである。資料によってタイトルの異なるものは併記した。監督・脚本家・撮影技師・俳優等ではない「結髪」という職業上、クレジットされていない作品が多く、2013年（平成25年）5月現在にわかっているもののみを記した。
- 『祇園小唄絵日傘 第一話 舞の袖』 : 監督金森万象、製作マキノプロダクション御室撮影所、配給マキノプロダクション、1930年2月28日公開 - 53分尺で現存（NFC所蔵[4]）
- 『少年戦線』 : 指導マキノ正博、監督三上良二、製作マキノプロダクション御室撮影所、配給マキノプロダクション、1930年7月6日公開 - 『改訂 少年戰線』題・62分尺で現存（NFC所蔵[4]）
- 『故郷』 : 監督伊丹万作、製作ゼーオースタヂオ、配給東宝映画、1937年5月1日公開[8] - 84分尺で現存（NFC所蔵[4]）
- 『花ちりぬ』 : 監督石田民三、製作東宝映画京都撮影所、配給東宝映画、1938年6月15日公開[9] - 74分尺で現存（NFC所蔵[4]）